# Džungo Fudžimoto
Džungo Fudžimoto (* 24. března 1984) je japonský fotbalista.

## Reprezentační kariéra
Džungo Fudžimoto odehrál 13 reprezentačních utkání. S japonskou reprezentací se zúčastnil Mistrovství Asie ve fotbale 2011.

## Statistiky
| Japonsko | Japonsko | Japonsko |
| Roky     | Záp.     | Góly     |
| -------- | -------- | -------- |
| 2007     | 4        | 0        |
| 2008     | 0        | 0        |
| 2009     | 0        | 0        |
| 2010     | 2        | 0        |
| 2011     | 4        | 0        |
| 2012     | 3        | 1        |
| Celkem   | 13       | 1        |